# Liste de sommets du Pakistan
 (janvier 2015).
Si vous disposez d'ouvrages ou d'articles de référence ou si vous connaissez des sites web de qualité traitant du thème abordé ici, merci de compléter l'article en donnant les références utiles à sa vérifiabilité et en les liant à la section « Notes et références ».

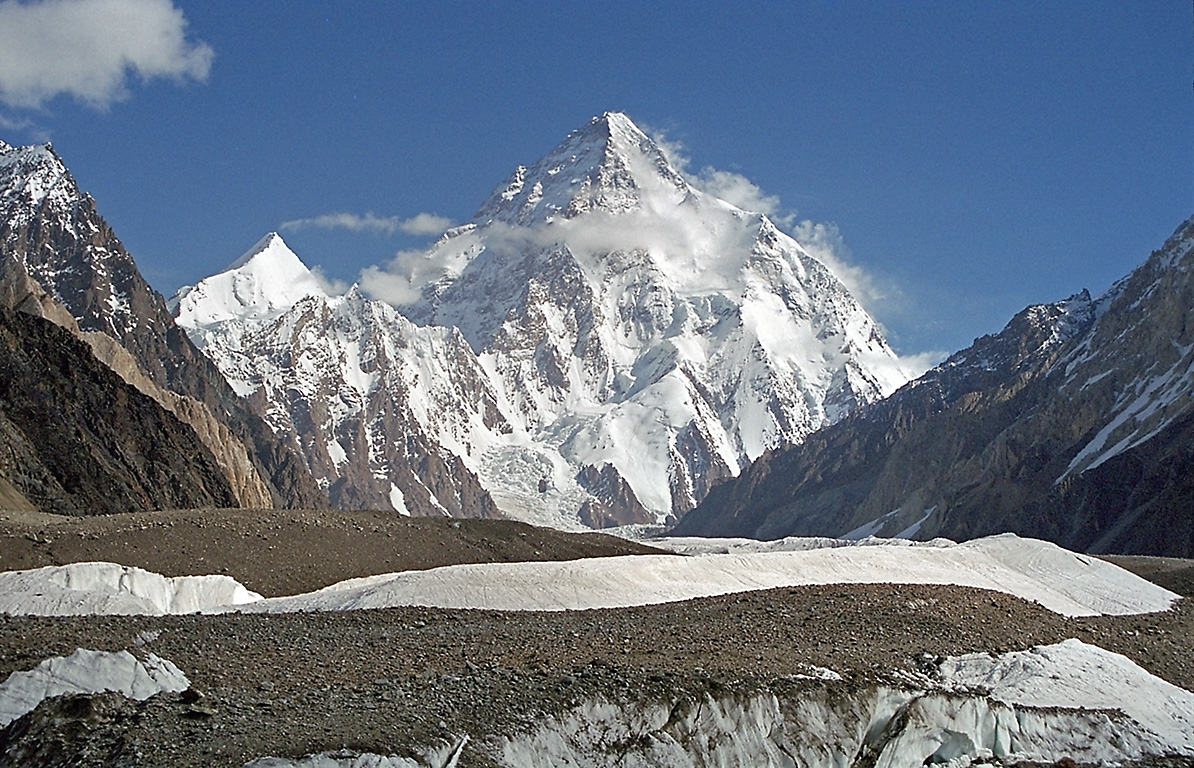
Vue du K2, 2e plus haut sommet du monde.

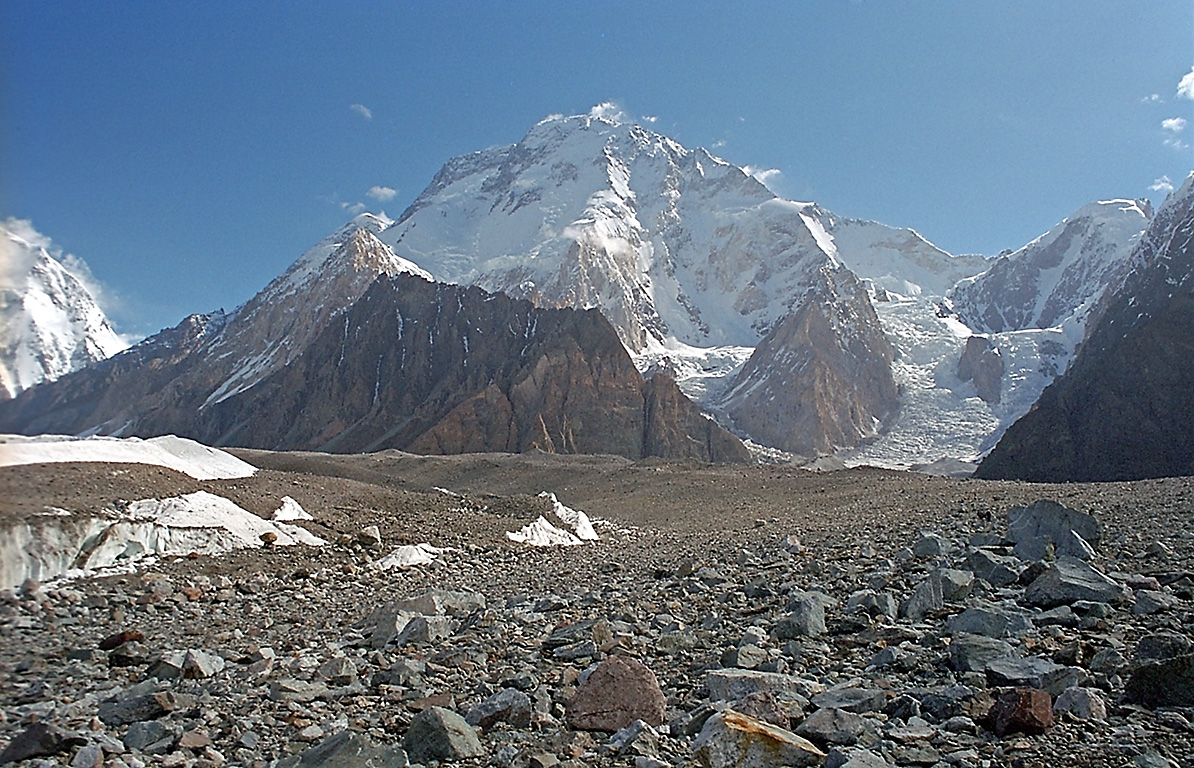
Vue du Broad Peak, haut sommet du monde.

Le Pakistan compte 108 sommets dont l'altitude dépasse les 7 000 mètres et probablement[réf. nécessaire] au moins autant de sommets dont l'altitude dépasse les 6 000 m. Il n'existe pas de liste précise des sommets dont l'altitude dépasse les 4 000 m et les 5 000 m. Cinq des 14 sommets de plus de 8 000 mètres d'altitude sont situés au Pakistan (dont quatre sont situés à proximité immédiate de Concordia, lieu situé à la confluence du glacier du Baltoro et du glacier Godwin-Austen). La plupart des plus hauts sommets du Pakistan sont situés dans la chaîne de montagnes du Karakoram qui se trouve presque exclusivement dans le district autonome du Gilgit-Baltistan et est considéré comme faisant partie de l'Himalaya) mais certains sommets de plus de 7 000 m sont situés dans les chaînes de l'Himalaya et de l'Hindou Kouch.

## Considérations
Cet article dresse une liste incomplète des montagnes du Pakistan. Il existe de nombreux sommets, avec ou sans nom, au Pakistan qui ne figurent pas sur cette liste. Cette liste comprend également de nombreux sommets qui ne sont pas habituellement considérés comme des montagnes indépendantes, mais qui sont davantage considérés comme étant des sommets secondaires d'autres montagnes, ayant une proéminence faible. Par ailleurs, certaines altitudes mentionnées sont approximatives, en raison de mesures contradictoires ou imprécises. Les rangs des sommets de plus de 7 000 m sont issus de la Liste des plus hauts sommets sur Terre.
Les altitudes attribuées à un même sommet peuvent varier de plusieurs mètres ; en effet, des problèmes quant à la définition du niveau de la mer peuvent apparaître lorsque celle-ci se trouve à plusieurs milliers de kilomètres. Les différentes sources peuvent indiquer des écarts de plusieurs dizaines de mètres.

## Distribution géographique
La plupart des plus hauts sommets du Pakistan sont situés dans la chaîne du Karakoram (dont le point culminant est le K2, 8 611 m, le 2e plus haut sommet du monde), certains sont situés dans l'Himalaya (le Nanga Parbat, 8 126 m, est le 9e plus haut sommet du monde) et dans l'Hindou Kouch (dont le point culminant, le Tirich Mir, 7 708 m, est le 33e plus haut sommet du monde).
La localisation des plus hauts sommets est montrée sur la vue satellite du Karakoram et de l'Hindou Kouch ci-dessous. Les nombres font référence au classement de la Liste des plus hauts sommets sur Terre du monde.

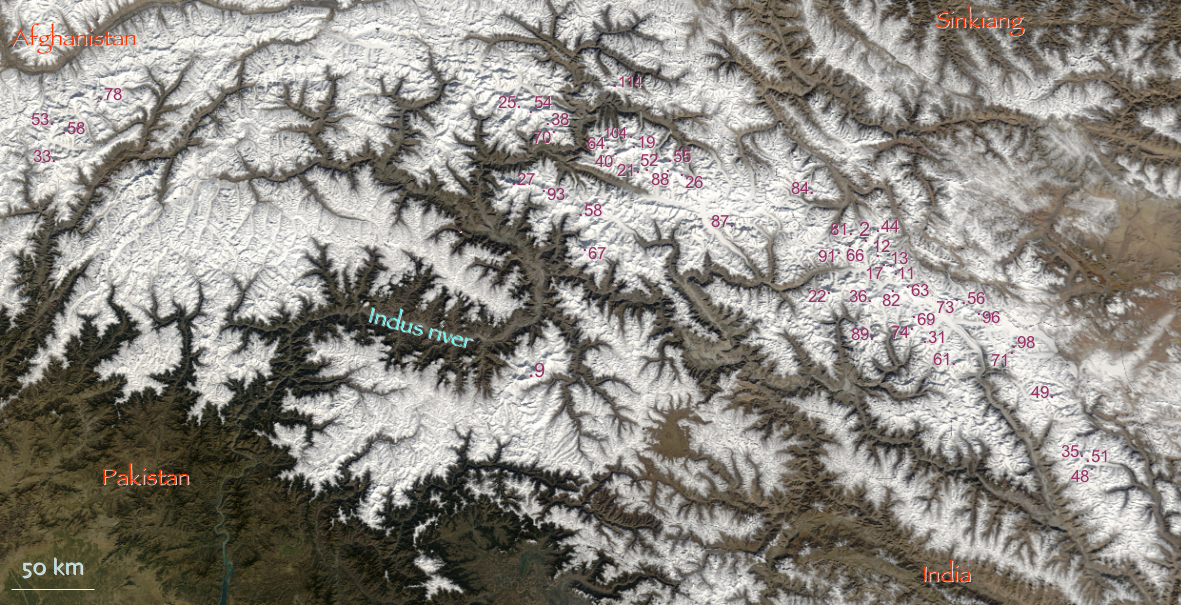
Vue satellite avec localisation de sommets de l'Hindou Kouch et du Karakoram.

## Sommets de plus de8 000 mètres
| Rang (monde) | Rang (Pakistan) | Nom                  | Altitude (m) | Chaîne    | Massif          |
| ------------ | --------------- | -------------------- | ------------ | --------- | --------------- |
| 2            | 1               | K2                   | 8 611        | Karakoram | Baltoro Muztagh |
| 9            | 2               | Nanga Parbat         | 8 125        | Himalaya  |                 |
| 11           | 3               | Gasherbrum I (K5)    | 8 080        | Karakoram | Baltoro Muztagh |
| 12           | 4               | Broad Peak (S) (K3)  | 8 051        | Karakoram | Baltoro Muztagh |
| 13           | 5               | Gasherbrum II (K4)   | 8 035        | Karakoram | Baltoro Muztagh |
|              |                 | Broad Peak (central) | 8 011        | Karakoram | Baltoro Muztagh |

## Sommets de7 000à8 000 mètres
| Rang (monde) | Rang (Pakistan) | Nom                         | Altitude (m) | Chaîne       | Massif                   |
| ------------ | --------------- | --------------------------- | ------------ | ------------ | ------------------------ |
|              |                 | Gasherbrum III              | 7 946        | Karakoram    | Baltoro Muztagh          |
| 17           | 6               | Gasherbrum IV               | 7 925        | Karakoram    | Baltoro Muztagh          |
| 19           | 7               | Distaghil Sar               | 7 885        | Karakoram    | Hispar Muztagh           |
| 21           | 8               | Kunyang Chhish              | 7 852        | Karakoram    | Hispar Muztagh           |
| 22           | 9               | Masherbrum (K1)             | 7 821        | Karakoram    | Monts Masherbrum         |
| 25           | 10              | Batura I                    | 7 795        | Karakoram    | Batura Muztagh           |
| 26           | 11              | Rakaposhi                   | 7 788        | Karakoram    | Monts Rakaposhi-Haramosh |
|              |                 | Batura II                   | 7 762        | Karakoram    | Batura Muztagh           |
| 28           | 12              | Kanjut Sar                  | 7 760        | Karakoram    | Hispar Muztagh           |
|              |                 | Gasherbrum II (E)           | 7 758        | Karakoram    | Baltoro Muztagh          |
| 31           | 13              | Saltoro Kangri (K10 et K11) | 7 742        | Karakoram    | Monts Saltoro            |
|              |                 | Batura III                  | 7 729        | Karakoram    | Batura Muztagh           |
| 33           | 14              | Tirich Mir                  | 7 706        | Hindou Kouch |                          |
| 36           | 15              | Chogolisa I                 | 7 665        | Karakoram    | Monts Masherbrum         |
| 38           | 16              | Shispare                    | 7 611        | Karakoram    | Batura Muztagh           |
|              |                 | Silberzacken                | 7 597        | Himalaya     | Nanga Parbat             |
|              |                 | Batura IV                   | 7 594        | Karakoram    | Batura Muztagh           |
| 39           | 17              | Trivor                      | 7 577        | Karakoram    | Hispar Muztagh           |
| 43           | 18              | Skyang Kangri               | 7 545        | Karakoram    | Baltoro Muztagh          |
| 45           | 19              | Yukshin Gardan Sar          | 7 530        | Karakoram    | Hispar Muztagh           |
| 52           | 20              | Nowshak                     | 7 492        | Hindou Kouch |                          |
| 53           | 21              | Pumari Chhish (W)           | 7 492        | Karakoram    | Hispar Muztagh           |
|              |                 | Broad Peak (N)              | 7 490        | Karakoram    | Baltoro Muztagh          |
|              |                 | Tirich Mir (NW)             | 7 487        | Hindou Kouch |                          |
| 54           | 22              | Passu Sar                   | 7 476        | Karakoram    | Batura Muztagh           |
| 58           | 23              | Malubiting (W)              | 7 458        | Karakoram    | Monts Rakaposhi-Haramosh |
|              |                 | Muchu Chhish (Batura V)     | 7 453        | Karakoram    | Batura Muztagh           |
| 60           | 24              | K12                         | 7 428        | Karakoram    | Monts Saltoro            |
| 61           | 25              | Sia Kangri                  | 7 422        | Karakoram    | Baltoro Muztagh          |
| 64           | 26              | Skil Brum                   | 7 410        | Karakoram    | Baltoro Muztagh          |
| 65           | 27              | Pic Haramosh                | 7 409        | Karakoram    | Monts Rakaposhi-Haramosh |
| 66           | 28              | Istor-o-Nal                 | 7 403        | Hindou Kouch |                          |
| 67           | 29              | Ghent Kangri                | 7 401        | Karakoram    | Monts Saltoro            |
|              |                 | Kunyang Chhish (E)          | 7 400        | Karakoram    | Hispar Muztagh           |
| 68           | 30              | Ultar Sar                   | 7 388        | Karakoram    | Batura Muztagh           |
| 71           | 31              | Sherpi Kangri               | 7 380        | Karakoram    | Monts Saltoro            |
|              |                 | Istor-o-Nal (N)             | 7 373        | Hindou Kouch |                          |
| 74           | 32              | Momhil Sar                  | 7 343        | Karakoram    | Hispar Muztagh           |
| 75           | 33              | Saraghrar                   | 7 338        | Hindou Kouch |                          |
| 76           | 34              | Yutmaru Sar                 | 7 330        | Karakoram    | Hispar Muztagh           |
|              |                 | Bojohagur Duanasir I        | 7 329        | Karakoram    | Batura Muztagh           |
|              |                 | Saraghrar (S)               | 7 307        | Hindou Kouch |                          |
|              |                 | Summa Ri                    | 7 302        | Karakoram    | Baltoro Muztagh          |
| 81           | 35              | Baltoro Kangri              | 7 300        | Karakoram    | Monts Masherbrum         |
|              |                 | Pumari Chhish (SE)          | 7 297        | Karakoram    | Hispar Muztagh           |
|              |                 | Shingeik Zom                | 7 291        | Hindou Kouch |                          |
| 86           | 36              | Baintha Brakk (L'Ogre)      | 7 285        | Karakoram    | Panmah Muztagh           |
| 87           | 37              | Pic Baltistan (K6)          | 7 282        | Karakoram    | Monts Masherbrum         |
| 88           | 38              | Tour de Mustagh             | 7 276        | Karakoram    | Baltoro Muztagh          |
| 90           | 39              | Diran                       | 7 266        | Karakoram    | Monts Rakaposhi-Haramosh |
|              |                 | Urdok Kangri                | 7 250        | Karakoram    | Baltoro Muztagh          |
| 101          | 40              | Malangutti Sar (Mulungutti) | 7 207        | Karakoram    | Hispar Muztagh           |
| 105          | 41              | Lupghar Sar (Central)       | 7 200        | Karakoram    | Hispar Muztagh           |
| 108          | 42              | Kampir Dior                 | 7 168        | Karakoram    | Hispar Muztagh           |
|              |                 | Yermanendu Kangri           | 7 163        | Karakoram    | Monts Masherbrum         |
| 114          | 43              | Gasherbrum V                | 7 147        | Karakoram    | Baltoro Muztagh          |
| 115          | 44              | Latok I                     | 7 145        | Karakoram    | Panmah Muztagh           |
| 124          | 45              | Praqpa Kangri I             | 7 134        | Karakoram    | Baltoro Muztagh          |
| 125          | 46              | Bularung Sar                | 7 134        | Karakoram    | Hispar Muztagh           |
| 127          | 47              | Mandu Kangri                | 7 127        | Karakoram    | Monts Masherbrum         |
| 131          | 48              | Udren Zom                   | 7 108        | Hindou Kouch |                          |
| 132          | 49              | Kunyang Chhish (N)          | 7 108        | Karakoram    | Hispar Muztagh           |
|              |                 | Latok II                    | 7 108        | Karakoram    | Panmah Muztagh           |
|              |                 | Pic Ghenta                  | 7 090        | Karakoram    | Batura Muztagh           |
| 139          | 50              | Kohe Shakhawr               | 7 084        | Hindou Kouch |                          |
|              |                 | Pic Rakhiot                 | 7 070        | Himalaya     | Nanga Parbat             |
| 153          | 51              | Link Sar                    | 7 041        | Karakoram    | Monts Masherbrum         |
| 158          | 52              | Spantik (Golden Peak)       | 7 029        | Karakoram    | Monts Spantik-Sosbun     |
| 163          | 53              | Akher Chhish                | 7 017        | Hindou Kouch |                          |
| 166          | 54              | Pamri Sar                   | 7 016        | Karakoram    | Batura Muztagh           |
| 167          | 55              | Koh-e Urgunt                | 7 016        | Hindou Kouch |                          |
|              |                 | Sherpi Kangri (E)           | 7 000        | Karakoram    | Monts Saltoro            |

## Sommets de6 000à7 000 mètres
| Nom                      | Altitude (m) | Localisation | Localisation                           |
| ------------------------ | ------------ | ------------ | -------------------------------------- |
| Pic Laila                | 6 986        | Karakoram    | vallée d'Haramosh, glacier Chogurunma  |
| Karun Kuh                | 6 977        | Karakoram    |                                        |
| Pic Saraksa (K7)         | 6 934        | Karakoram    | Vallée de Hushe                        |
| Beka Brakai Chhok        | 6 882        | Karakoram    |                                        |
| Pic Vigne                | 6 874        | Karakoram    |                                        |
| Koyo Zom                 | 6 871        | Hindou Kouch | Glacier Pechus                         |
| Dut Sar                  | 6 858        | Karakoram    |                                        |
| Angel Sar                | 6 858        | Karakoram    | K2 et Concordia                        |
| Latok III                | 6 850        | Karakoram    |                                        |
| Pic Chongra              | 6 830        | Himalaya     | Nanga Parbat                           |
| Pic Miar                 | 6 824        | Karakoram    |                                        |
| Rhuparash                | 6 785        | Karakoram    |                                        |
| Biarchedi                | 6 781        | Karakoram    | Glacier du Baltoro                     |
| Seiri Porkush            | 6 771        | Karakoram    | Glacier du Batura                      |
| Choricho                 | 6 756        | Karakoram    |                                        |
| Pic Biale                | 6 729        | Karakoram    |                                        |
| Pic Trinity              | 6 700        | Karakoram    |                                        |
| Pic Mani                 | 6 685        | Karakoram    |                                        |
| Haramosh II              | 6 666        | Karakoram    |                                        |
| Thui I                   | 6 660        | Hindou Kouch | Glacier Ponarillo                      |
| Gul Lasht Zom            | 6 657        | Hindou Kouch | Vallée de Lutkho                       |
| Pic Piaju                | 6 610        | Karakoram    |                                        |
| Makrong Chhish           | 6 607        | Karakoram    |                                        |
| Pic Ganalo               | 6 606        | Himalaya     | Nanga Parbat                           |
| Pic Phuparash            | 6 574        | Karakoram    |                                        |
| Buni Zom                 | 6 550        | Hindou Kouch |                                        |
| Thui II                  | 6 523        | Hindou Kouch | Glacier Shetor, col de Thui            |
| Ghamubar I               | 6 518        | Hindou Kouch | Glacier Ghamu Bar                      |
| Noukarsich               | 6 496        | Karakoram    | Vallée de la Hunza                     |
| Honbrok                  | 6 459        | Karakoram    | Vallée de Hushe                        |
| Ghamubar II              | 6 432        | Hindou Kouch | Glacier de Ghamubar                    |
| Uli Biaho                | 6 417        | Karakoram    | Vallée du Braldu                       |
| Koser Gunge              | 6 401        | Karakoram    | Vallée du Braldu                       |
| Tours de Trango          | 6 363        | Karakoram    | Baltoro Muztagh                        |
| Pic Namika               | 6 325        | Karakoram    | Vallée de Hushe et vallée de la Shyok  |
| Urdukas I                | 6 320        | Karakoram    | Glacier du Baltoro                     |
| Bullah                   | 6 294        | Karakoram    | Vallée du Braldu                       |
| Purian Sar               | 6 293        | Karakoram    | Col de Pakora                          |
| Mango Gusor              | 6 288        | Karakoram    | Vallée du Braldu                       |
| Gama Sokha Lumbu         | 6 282        | Karakoram    | Vallée du Braldu                       |
| Urdukas II               | 6 280        | Karakoram    | Glacier du Baltoro                     |
| Pic Hunza                | 6 270        | Karakoram    | Vallée de la Hunza                     |
| Pic Marbal               | 6 256        | Karakoram    | Glacier du Baltoro et Concordia        |
| Pic Crystel              | 6 252        | Karakoram    | Glacier du Baltoro et Concordia        |
| Ghuchhar Sar             | 6 249        | Hindou Kouch |                                        |
| Garmush                  | 6 244        | Hindou Kouch | Glacier de Garmush, Darkot             |
| Lobsang                  | 6 225        | Karakoram    | Glacier du Baltoro                     |
| Blatts Yaz               | 6 191        | Hindou Kouch | Glacier de Ghamubar, Darkot            |
| Thui Zom                 | 6 158        | Hindou Kouch | Glacier de Ghamubar, Darkot            |
| Bilchar Dubani           | 6 134        | Karakoram    | Vallée de Bagrot                       |
| Urdukas III              | 6 130        | Karakoram    | Glacier du Baltoro                     |
| Chikar Zom               | 6 110        | Hindou Kouch | Glacier Chatebori                      |
| Tour Uli Biaho           | 6 109        | Karakoram    | Vallée du Braldu                       |
| Tupopdan                 | 6 106        | Karakoram    | Vallée de Boiber                       |
| Pic Laila                | 6 096        | Karakoram    | Glacier Gondogoro, vallée de Hushe     |
| Darmyani                 | 6 090        | Karakoram    |                                        |
| Mingli Sar               | 6 050        | Karakoram    | Vallée de Shimshal et vallée de Boiber |
| Pic Balti                | 6 050        | Karakoram    | Vallée de Hushe                        |
| Shayaz                   | 6 026        | Hindou Kouch |                                        |
| Pic Mitre                | 6 025        | Karakoram    | Baltoro Muztagh, Concordia             |
| Bublimating (Ladyfinger) | 6 000        | Karakoram    | Pic Ultar, vallée de la Hunza          |

## Sommets de5 000à6 000 mètres
| Nom             | Altitude (m) | Localisation | Localisation                       |
| --------------- | ------------ | ------------ | ---------------------------------- |
| Pic Laila       | 5 971        | Himalaya     | Vallée de Rupal                    |
| Falak Sher      | 5 918        |              | Vallée d'Oushou                    |
| Urdukas IV      | 5 900        | Karakoram    | Glacier du Baltoro                 |
| Pic Shani       | 5 887        | Karakoram    | Naltar, Shani Glacier              |
| Chari Khand     | 5 886        | Karakoram    | Vallée de Naltar                   |
| Pic Cathedral   | 5 828        | Karakoram    | Glacier du Baltoro                 |
| Pic Khaltar     | 5 798        | Karakoram    | Vallée de Naltar                   |
| Bat Koshi       | 5 791        | Karakoram    | Glacier Baltar, Hunza              |
| Jurjurkhana Sar | 5 790        | Karakoram    |                                    |
| Mankial         | 5 726        | Hindou Kouch | Vallée de Swat                     |
| Lobsang Spire   | 5 707        | Karakoram    | Glacier du Baltoro                 |
| Twin Peaks Sud  | 5 700        | Karakoram    | Col de Pakora                      |
| Shaigiri        | 5 688        | Himalaya     | Vallée de Rupal                    |
| Borit Sar       | 5 640        | Karakoram    | Glacier du Batura, Gojal           |
| Pic Mehrbani    | 5 639        | Karakoram    | Col Chaprot                        |
| Pic Buldar      | 5 602        | Himalaya     | Nanga Parbat                       |
| Liligo          | 5 600        | Karakoram    | Glacier du Baltoro                 |
| Shinlep Bluk    | 5 517        | Karakoram    | Vallée de la Braldu                |
| Pic Khiatar     | 5 454        | Karakoram    | Vallée de Naltar                   |
| Kirilgoz        | 5 450        | Karakoram    | Glacier du Batura                  |
| Pic Godeli      | 5 325        | Karakoram    | Vallée de Bagrot-vallée d'Haramosh |
| Malika Parbat   | 5 290        | Himalaya     | Vallée de Kaghan                   |
| Pic Jalipur Sud | 5 215        | Himalaya     | Nanga Parbat                       |
| Atabad          | 5 180        | Karakoram    | Vallée de la Hunza                 |
| Pic Rush Pari   | 5 098        | Karakoram    | Vallée de Nagar                    |
| Ditchil         | 5 084        | Himalaya     | Deosai                             |
| Tusserpo La     | 5 084        | Karakoram    | Vallée de Hushe et vallée de Shyok |
| Khas Kamur      | 5 048        | Karakoram    | Vallée de Naltar                   |
| Snow Dome       | 5 029        | Karakoram    | Col Chaprot                        |
| Sasai Khand     | 5 001        | Karakoram    | Vallée de Naltar                   |

## Sommets de4 000à5 000 mètres
| Nom            | Altitude (m) | Localisation          | Localisation                       |
| -------------- | ------------ | --------------------- | ---------------------------------- |
| Gunshar        | 4 950        |                       | Indus Kohistan                     |
| Chattewala     | 4 917        | Himalaya              |                                    |
| Bulan          | 4 913        | Karakoram             | Nanga Parbat                       |
| Kurkun         | 4 890        | Hindu Kush            |                                    |
| Mount Sikaram  | 4 761        | Safed Koh, Hindu Kush | Parachinar                         |
| Haraj          | 4 730        | Karakoram             | Nagar supérieur                    |
| Marpo Chungi   | 4 695        | Karakoram             | Vallée de Shigar                   |
| Pic Naltar     | 4 678        | Karakoram             | Vallée de Naltar                   |
| Thalle La      | 4 572        | Karakoram             | Vallée de Hushe et vallée de Shyok |
| Patundas       | 4 570        | Karakoram             | Glacier du Batura                  |
| Pic Busper     | 4 564        | Karakoram             | Vallée de la Braldu                |
| Hachindar      | 4 544        | Karakoram             | Vallée de la Hunza                 |
| Jabardar       | 4 511        | Himalaya              | Prairie des fées, Jalipur          |
| Pic Dianyor    | 4 358        | Karakoram             | Village de Dianyor, Gilgit         |
| Badshish       | 4 237        | Karakoram             |                                    |
| Dinewar        | 4 100        | Himalaya              |                                    |
| Tingrel        | 4 085        | Himalaya              |                                    |
| Musa ka Musala | 4 080        | Himalaya              |                                    |
| Chhugam        | 4 064        | Nanga Parbat          |                                    |

## Sommets de3 000à4 000 mètres
| Nom                            | Altitude (m) | Localisation     | Localisation  |
| ------------------------------ | ------------ | ---------------- | ------------- |
| Zarghun Ghar (point culminant) | 3 578        | Monts Brahui     | Quetta        |
| Pic Makra                      | 3 586        | Himalayas        | Kaghan        |
| Ganga Choti                    | 3 044        | Pir Panjal       | Bagh          |
| Pir Kanthi                     | 3 321        | Pir Panjal       | Bagh          |
| Koh-i-Takatu                   | 3 472        | Monts Brahui     | Quetta        |
| Koh-i-Chiltan                  | 3 194        | Monts Brahui     | Quetta        |
| Koh-i-Murdaar                  | 3 184        | Monts Brahui     | Quetta        |
| Takht-i-Sulaiman               | 3 383        | Monts Sulaiman   | Est de Quetta |
| Sadozaitop                     | 3 449        | Monts Toba Kakar |               |

### Sources et bibliographie
- (en) Jill Neate, High Asia : An Illustrated History of the 7,000 Metre Peaks, Mountaineers Books, 1990
- Cartes topographiques militaires soviétiques au 1:100000e (1980–1981)
- Section « High Mountain Info » du High Mountain Sports Magazine (1990–2005) (aujourd'hui Climb Magazine)